# Corinne Hofmann
Corinne Hofmann (Frauenfeld, 4 giugno 1960) è una scrittrice tedesca.

## Biografia
Di madre francese e padre tedesco, dopo le scuole primarie e secondarie segue una formazione commerciale.

Nel 1986, durante un viaggio in Kenya, incontra Lketinga, un guerriero masai che si esibisce in balli folkloristici per turisti. Nel 1987 fa ritorno in Kenya e sposa Lketinga, con il quale ha una figlia, Napirai.

Nel 1990 fa ritorno in Svizzera, portando con sé Napirai.

Negli anni successivi, prima di avere successo come scrittrice, lavora come assicuratrice.

Dal 2002 risiede a Lugano.

## Scrittrice
Nel 1998 la casa editrice tedesca A1 pubblica il suo romanzo autobiografico Die weisse Massai (trad. it. La masai bianca, edito da Rizzoli), basato sul periodo della vita della autrice trascorso in Kenya. Il libro è un successo di vendita e viene tradotto in diverse lingue. Nel 2005 viene prodotto il film omonimo con protagonisti Nina Hoss e Jacky Ido.

Nel 2002 pubblica il suo secondo romanzo, Zurück aus Afrika, che racconta della sua vita dopo il ritorno dall'Africa. Nel 2005 pubblica il suo terzo libro, Wiedersehen in Barsaloi, che narra del suo ritorno in Kenya. Nel 2011 pubblica il suo quarto libro, Afrika, meine Passion.

Ad oggi (gennaio 2013) La masai bianca è l'unico libro dell'autrice tradotto in italiano.

## La masai bianca
Durante una breve vacanza in Kenya Corinne si innamora perdutamente di un guerriero Masai, Lketinga. Nonostante sia consapevole dell'enorme differenza culturale, tenta in ogni modo di coltivare un rapporto con lui. Si adatta ai costumi locali, lo segue per andare a vivere nel suo villaggio in una manyatta. È l'unica europea che riesce a sopportare la vita selvaggia del bush. Con intraprendenza acquista un'auto e riesce tra mille difficoltà ad avviare un negozio. Gravi problemi di salute la costringono a sottoporsi a cure anche in Svizzera, ma torna sempre al villaggio. Sposa Lketinga ed ha una figlia da lui, Napirai. Purtroppo però le crisi di gelosia del marito e la sua incapacità di accettare un ruolo secondario rispetto a Corinne sfociano in litigi che minano l'amore. Fallito un ulteriore tentativo di convivenza sulla costa, Corinne alla fine è costretta a tornare in Svizzera con la figlia.